# Ивановское (Кадуйский район)
Ивановское — деревня в Кадуйском районе Вологодской области.
Входит в состав Никольского сельского поселения, с точки зрения административно-территориального деления — в Никольский сельсовет.
Расположена на правом берегу реки Шулма. Расстояние по автодороге до районного центра Кадуя — 28 км, до центра муниципального образования села Никольское — 4 км. Ближайшие населённые пункты — Васильевская, Занино, Иваново, Калинино, Калинниково, Лыковская, Мелентьево, Мокашево, Прягаево, Сафоново, Семеновская, Тарасовская, Чертова.
По переписи 2002 года население — 4 человека.